# David Hoyer

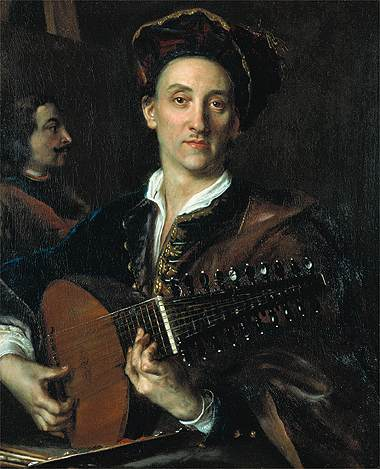
David Hoyer, gemalt von Johann Kupetzky um 1711

David Hoyer (* 9. August 1667 in Auerswalde; † 27. Mai 1720 in Leipzig) war ein sächsischer Porträtmaler des Barock.

## Leben
David Hoyer wurde 1667 als Sohn des Müllers Caspar Hoyer aus Randeck, der u. a. Mühlen in Altenhain und Waldkirchen besaß, in Auerswalde bei Chemnitz geboren. 
Im Juli 1703 erhielt Hoyer das Leipziger Bürgerrecht. Er selbst lernte bei dem böhmischen Porträtmaler Johann Kupetzky. Der spätere dänische Hofmaler Johann Salomon Wahl wurde von Hoyer in den Jahren 1705 bis 1711 in Leipzig ausgebildet.
Im Adressbuch der Stadt Leipzig wird Hoyer 1713 als Königlich Polnischer, Kurfürstlich Sächsischer, Königlich Preußischer, Kurfürstlich Brandenburgischer und ab 1715 auch als Hessen-Kasselscher Hofmaler bezeichnet. 
1714 erwarb er für 3300 Taler ein Haus an der Klostergasse 10 in Leipzig. 
Seine Schwester Susanna ging als sog. Wittenberger Giftmischerin in die Geschichte ein. Sie vergiftete ihre ersten beiden Ehemänner, von ihrem dritten Ehemann Johann Georg Zimmermann drei in die Ehe mitgebrachte Kinder und ein Kindermädchen. Vor ihrer Hinrichtung soll sie gestanden haben, auch ihren Bruder David Hoyer aus Habsucht vergiftet zu haben.

## Werke (Auswahl)

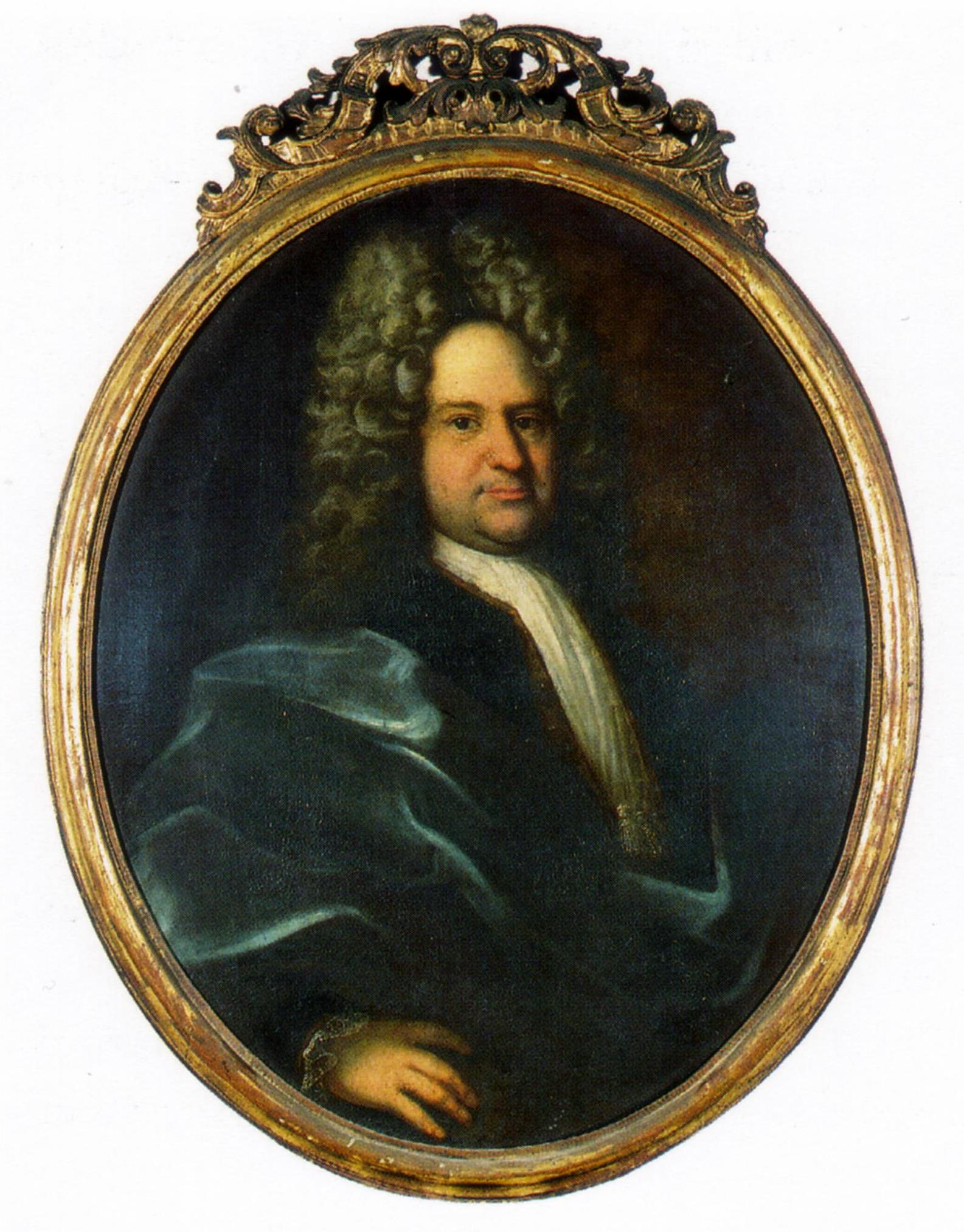
Das von David Hoyer 1711 geschaffene Porträt des Rittergutsbesitzers von der Burg in der Marienkirche Leipzig-Stötteritz
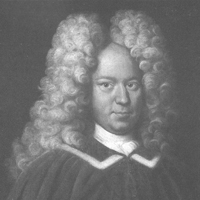
Johann Christian Schamberg (1667–1706), deutscher Mediziner; Öl auf Leinwand, 1702 oder 1706
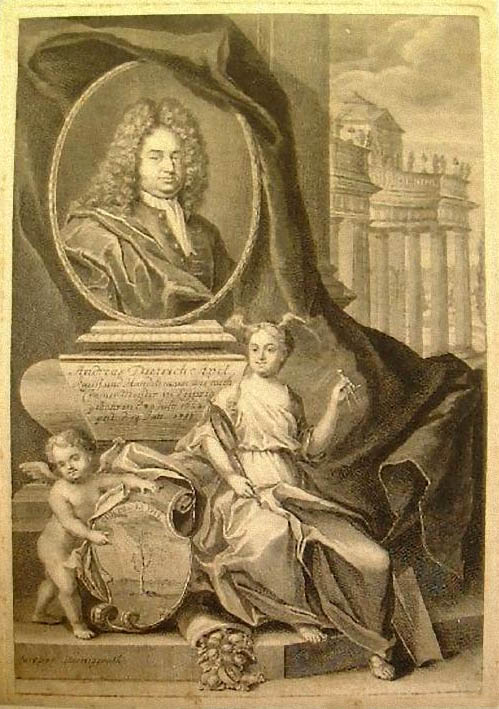
Andreas Dietrich Apel (1662–1718), Handelsherr in Leipzig, nach 1708, Stich von  Martin Bernigeroth nach einem Bild von David Hoyer